# Base des Forces canadiennes Bagotville
Base des Forces canadiennes Bagotville är en flygplats i Kanada. Den ligger i den östra delen av landet, 500 km nordost om huvudstaden Ottawa. Base des Forces canadiennes Bagotville ligger 159 meter över havet.